# Соляне
Соляне́ (до 1948 року — Кири́м-Елі́, крим. Qırım Eli) — село Керченського район у Автономній Республіці Крим. Знаходиться на півдні Арабатської стрілки.

## Опис
Село на в'їзді на Арабатську стрілку з боку Криму.
За даними сільради на 2009 рік село займало площу 60,8 га на якій у 54 дворах, проживало 114 осіб.
В XIX сторіччі тут почав діяти Крим-Елійський соляний промисел, де добувалася сіль високої якості. В даний час промисел закритий, зберігся солевозний транспортер.
Туристів-дикунів привертають найчистіші піщано-черепашкові пляжі Арабатської стрілки протяжністю близько 30 кілометрів і ділянка цілинного степу Арабатського заказника.

## Історія
У другій половині XIX століття на місці Кирим-Елі була поштова станція, а наприкінці XIX — на початку XX століття місцевість належала Соломону Криму, при якому були організовані Кирим-Елійські соляні промисли, для робітників яких були побудовані бараки.
На промисли, для вивезення солі, було прокладено вузькоколійку з боку Генічеська та збудовано причал, з якого баржами на буксирах сіль відправляли в Керч.
18 травня 1948 року указом Президії Верховної Ради РРФСР село перейменовано на Соляне.